# グウェン・テイラー
グウェン・テイラー（Gwen Taylor、1939年2月19日 - ）は、イギリスの女優。

## 出演作品
- モース警部シリーズ VOL.22 ハッピー・ファミリー